# 加告茲共和國
加告茲共和國（加告兹语：Gagauz Respublikası）是苏联解体后一个未被普遍承认的国家，1990年该国从摩尔多瓦苏维埃社会主义共和国独立，但后来在经过1990年至1995年事实上独立后和平加入摩尔多瓦共和国，成为加告兹自治领土单位。